# Základní škola Plzeň - Újezd
Základní škola Plzeň – Újezd je základní škola v Plzni-Újezdě s 1.–5. ročníkem s návazností na 2. stupeň a gymnázia. Kapacita školy je 134 žáků. V budově školy je 6 tříd, z toho dvě odborné učebny – hudební a počítačová. Každá třída je vybavena počítačem s připojením na internet, audiovizuální technikou, knihovničkou, pračkou vzduchu a hracím koutkem. Dětem
i pedagogům slouží žákovská a učitelská knihovna. K pohybovým aktivitám žáci využívají tělocvičnu a hřiště s umělým povrchem. Ředitelkou je Mgr.Helena Fenclová.

## Historie
V r. 1898 bylo povoleno výnosem c. k. zemské školní rady postavit v Újezdě obecní školu. A tak bylo přikročeno ke stavbě školní budovy a za rok, tedy 22. října 1899 byla škola slavnostně vysvěcena.
Školní rok začínal až v polovině září a končil vždy 31. července.
Tenkrát bylo hodně dětí ve třídách, někdy až 60. A tak bylo třeba vyučovat střídavě – dopoledne i odpoledne.
Život tehdejších učitelů nebyl jednoduchý. Jednak proto, že měli velký počet žáků ve třídách, ale také proto, že neměli téměř žádné prázdniny. Byla jim nařizována práce v úřadech či prázdninových útulcích.
ZALOŽENÍ A SVĚCENÍ ŠKOLY
V poslední době znamenati jest v celé naší vlasti a na Plzeňsku zvláště potěšitelný pokrok v oboru školství. Přemnohé obce zřizují si nové nákladné budovy, takřka paláce s nevšední obětavostí, prýštící z lásky ku svým dítkám. V tomto duchu nezůstaly zdejší obce Újezd a Bukovec pozadu, ale postavily se důstojně nejpokročilejším obcím po bok.
Ku podnětu p. Matěje Kašpara, horlivého starosty újezdského, zahájena akce za účelem vyškolení jmenovaných obcí z obce doubravecké. Při uznáníhodné ochotě této a účinné podpory c. k. okresní školní rady v Plzni dosaženo toho výnosem c. k. zemské rady v Praze ze dne 27. prosince 1898 čís. 40108, jímž povolena v Újezdě trojtřídní obecná škola.
Hned přikročeno ku stavbě školní budovy, jež provždy svědčiti bude v uvědomělosti a pokrokovosti občanstva obou obcí. Dle plánů pana Jiřího Jírovce, stavitele v Plzni a pod dohledem jeho provedli stavbu rodáci újezdští pp. Jiří Tomášek, mistr zednický a Antonín Tomášek, mistr tesařský k úplné spokojenosti. Po kollaudaci sl. c. k. okresní školní rady byla škola jako velmi způsobilá svému účelu odevzdána a dne 22. října 1899 slavnostním způsobem vysvěcena.
Po slavnosti následovala prohlídka školní budovy a pak banket nákladem obou přiškolených obcí pořádaný, při němž pronešena byla řada přípitků většinou ku chvále zdejší školní budovy a jejich budovatelů. Sepsán byl také pamětní list, jenž přiložen jest k této pamětní knize.
Škola tato zbudována byla nákladem 31 655 zl., z čehož připadlo na Újezd 11083 zl., na Bukovec 20572 zl.
Členy obecního zastupitelstva byli v Újezdě rolníci: Matěj Kašpar jako starosta, Josef Šimandl, I. radní, Bartoloměj Tomášek, II. radní, Bartoloměj Kašpar, Václav Jílek, Bartoloměj Bernášek, Martin Šedivec, Matěj Chudáček, Martin Chudáček a v Bukovci: Josef Šedivec jako starosta, Matěj Šimandl, I. radní, Vojtěch Řihánek, II. radní, Pavel Řihánek, Pavel Bartovský, Josef Šedivec.
Členy místní školní rady byli: Matěj Kašpar, jako předseda, Josef Šimandl, Bartoloměj Kašpar za obec újezdskou a Matěj Šimandl, Vojtěch Řihánek, a Pavel Řihánek za obec bukoveckou.